# 筒城宮
筒城宮 (つつきのみや) は継体天皇及び仁徳天皇皇后磐之媛命が営んだ宮である。

## 歴史
日本書紀によると、仁徳天皇の皇后磐之媛が紀国に遊行している間に仁徳天皇は八田皇女を皇后にした。そのことに激昂した磐之媛が難波宮に帰らず同地に宮を営んだ。5年後同皇后が崩御したことによりこの宮は一度なくなったがその後、継体天皇は河内国樟葉宮で即位した後511年10月に遷都し、7年間過ごした。
継体天皇はもともと皇位を継ぐ予定ではなかったが、前代の武烈天皇が急遽崩御したことにより即位した。しかし4親等以上離れていたため、なかなか大和に入れず何度も遷都していた。そのうちの一つがこの宮である。
所在地は現在の京都府京田辺市（山城国）であり、このことから元いた近江国から順に大和国に近づいていたとされる。

## 遷都の理由 (継体天皇)
遷都の理由には当地に住んでいた渡来人による養蚕業の経済力を求めた結果とも言われている。

## 跡地
同志社大学の京田辺キャンパスに筒城宮址がある。1960年に遷都1450年を記念して作られた。